# Dysaphis foeniculus
Dysaphis foeniculus är en insektsart. Dysaphis foeniculus ingår i släktet Dysaphis och familjen långrörsbladlöss. Inga underarter finns listade i Catalogue of Life.